# Колган, Алексей Анатольевич
Алексе́й Анато́льевич Ко́лган (род. 21 ноября 1971, Львов, Украинская ССР, СССР) — российский актёр театра и кино, мастер дубляжа, певец, диктор и телеведущий, композитор, педагог.

## Биография
Родился 21 ноября 1971 года во Львове в семье инженеров. Родители развелись, когда Алексей был ещё ребёнком, поэтому он воспитывался матерью.
Окончил СПбГАТИ в 1994 году по специальности «актёр театра кукол» (курс А. А. Белинского). Параллельно посещал курсы классического вокала при Ленинградской консерватории им. Римского-Корсакова. Затем переехал в Москву. Долгое время трудился в Московском театре кукол, расположенном на Спартаковской улице, в доме 26/30. Далее по договору работал в театре им. Моссовета.
С 1999 года принимает участие в дубляже иностранных картин, его первая работа — озвучивание шерифа Ноттингема в диснеевском мультфильме «Робин Гуд» на студии «Пифагор» под руководством Марины Александровой.
Известность актёру принесло озвучивание роли Хрюна Моржова в телепередаче «Тушите свет!», которая выходила с 2000 по 2003 год на четырёх разных телеканалах и была отмечена премией «ТЭФИ». Как следствие, в 2001 году Колган был приглашён режиссёром дубляжа Ярославой Турылёвой для дублирования Шрека в серии одноимённых мультфильмов.
Работал в Московском академическом театре сатиры (2001—2009). В 2004 году был одним из авторов спектакля «Нам всё ещё смешно» к 80-летию театра, в 2007 году — автором музыки к спектаклю «Свободу за любовь?!».
С 2001 года снимается в кино и телесериалах. Также озвучивал игры из серии «Братья Пилоты» и различные рекламные ролики, в том числе Белку из социальных роликов «Адская белочка». С 2009 года — фирменный голос радиостанции «Радио Шансон».
В феврале 2022-го Алексей Колган поддержал признание Россией независимости ДНР и ЛНР. В марте того же года выступал в «Лужниках» на митинге-концерте в честь годовщины присоединения Крыма под названием «Za мир без нацизма! Zа Россию! Zа президентa», в сентябре — на концерте «Своих не бросаем», организованном Общероссийским народным фронтом и посвящённом референдумам о вхождении четырёх регионов в состав России.

## Телевизионная деятельность
В 1996—2000 годах сотрудничал с телеканалом РТР: озвучивал детскую передачу «Лукоморье», анимационные передачи «Вовремя» и «Финиш-бар», новогодний мюзикл «На Титанике», а также был голосом анонсов телеканала с 1997 по июль 2000 года.
В 2002 году также пробовался на роль ведущего шоу «Кулинарный поединок» на НТВ, а в 2008—2009 годах — был соведущим программы «ПМЖ. Просто моя жизнь» / «Фамилия» на телеканале «Россия», затем на «Первом канале» (совместно с Андреем Максимковым).
В конце 2000-х годов был частым гостем программы «В нашу гавань заходили корабли» на «Пятом канале».
С 12 ноября 2021 по 12 февраля 2022 года являлся ведущим шоу-кабаре «Чёрный кот» на телеканале «ТВ Центр».

## Личная жизнь
Жена (с 2003 года) — Нина Дворжецкая (р. 1961), актриса РАМТ. Падчерица – Анна Дворжецкая, актриса. Пасынок – Михаил Дворжецкий.

## Награды
- Премия «ТЭФИ» за программу «Тушите свет!» в 2001 году,
- Премия «ТЭФИ» — как лучший ведущий юмористической программы в 2002 году

## Творчество

### Роли в театре

#### Театр имени Моссовета
- «Недоросль» — Митрофан
- «Шиворот-навыворот» — Иван
- «Заповедник» — Лёня
- «Двенадцатая ночь» — Фабиан
- «Потоп» — Страттон

#### Московский академический театр сатиры
- 2001 — «Андрюша» — Вульф и Михалков
- 2002 — «Игра» — Фёдор, камердинер Кричинского
- 2004 — «Нам всё ещё смешно» — Ахмадулина
- 2007 — «Свободу за любовь?!» — Гистерий
- «Поле битвы после победы принадлежит мародёрам»
- «Малыш и Карлсон, который живёт на крыше» — Рулле
- «Бешеные деньги» — Глумов

### Театр мюзикла
- 2016 — «Принцесса цирка» (по оперетте И. Кальмана, реж. Себастьян Солдевилья, Марина Швыдкая) — мадам Каролина

### Фильмография
- 1992 — Невеста из Парижа
- 2002 — Кодекс чести — граф
- 2003 — Москва. Центральный округ — капитан Якушонок
- 2003 — Остров без любви — сослуживец
- 2004 — 2005 — Грехи отцов — Давид Бурлюк
- 2004 — Близнецы — Сева
- 2004, 2006 — Фитиль (сюжеты «Таможня даёт добро», «По кабинетам»)
- 2004 — Москва. Центральный округ 2 — капитан Якушонок
- 2004 — Отражения
- 2005 — Взять Тарантину — текст от автора
- 2005 — Лола и Маркиз — Рудик Штерман
- 2005 — Люба, дети и завод… — инопланетянин / врач
- 2005 — Звезда эпохи — Александр Сергеевич Щербаков
- 2006 — Богиня прайм-тайма — Песцов
- 2006 — Золотая тёща — Сергей Крымов, директор турагентства
- 2006 — Карамболь — Сорокин
- 2007 — Ниоткуда с любовью, или Весёлые похороны — поп
- 2007 — Глянец — Володя
- 2007 — Аферисты
- 2007 — Бешеная — Богданов
- 2007 — Срочно в номер — Жора[12]
- 2007 — Убить змея — Колмен
- 2008 — Пять шагов по облакам — Геннадий Садовников
- 2008 — Кризис Веры — президент фирмы
- 2008 — Срочно в номер 2 — Жора
- 2009 — Если бы да кабы — Арнольд
- 2009 — Двойная пропажа — Патрикеев
- 2009 — Грязная работа — Михаил Петрович Кузин
- 2010 — Москва. Центральный округ 3 — капитан Якушонок
- 2010 — Гаражи — Андрей Иванович Бузеев, личный шофёр
- 2010 — Братаны 3 — Саша Крестовский, директор Николая Сибирского
- 2012 — Санта Лючия — главный редактор
- 2012 — Москва. Центральный округ 4 — капитан Якушонок
- 2012 — Одесса-мама — Мелешко
- 2012 — Кухня — Николай Андреевич, хозяин ресторана-конкурента Arcobaleno
- 2013 — Шулер — Алексей Мелешко, 2-й секретарь райкома КПСС
- 2013 — Братаны 4 — Саша Крестовский, директор Николая Сибирского
- 2014 — Хорошие руки — Виктор Александрович Денисов
- 2015 — Выстрел — Свиридов, врач
- 2015 — Провокатор — Михаил Фёдорович Виноградов, мэр города Вышнегорск
- 2015 — Таинственная страсть — Юрий Юрченко
- 2016 — Дама Пик — Степан
- 2016 — Москва. Центральный округ. Последний сезон — капитан Якушонок
- 2016 — В зоне доступа любви — Вадим Орлов-Ростовский
- 2016 — Проездом (короткометражный) — босс
- 2017 — Серебряный бор — Мешков
- 2017 — Хождение по мукам — Николай Иванович Смоковников, адвокат, муж Кати
- 2017 — Демон революции — Мечислав Юльевич Козловский
- 2018 — Надломленные души — Филипп Андреевич, режиссёр
- 2019 — Шифр — Валерий Ефимович Летнёв, поэт
- 2019 — Дипломат — Петухов, семейный терапевт
- 2019 — Отчим — Андрей Вершинин
- 2019 — Волшебное слово — Лазарев
- 2019 — Случайный кадр — Лев Маркович Малкин, адвокат
- 2020 — Стрельцов — Брежнев
- 2020 — Детектив на миллион-2 — Каменев-Гуревич
- 2021 — Свет в твоём окне — дядя Вари
- 2022 — Первый Оскар — Иосиф Сталин

2025 — «Батька Минай. Партизанская легенда» — майор Нахтегаль.

### Дубляж

#### Фильмы

##### Джон К. Райли
- 2002 — Банды Нью-Йорка — Джек «Счастливчик» Малрени[16]
- 2002 — Чикаго — Эймос Харт[16]
- 2002 — Часы — Дэн Браун[16]
- 2011 — Резня — Майкл Лонгстрит[16]

##### Другие фильмы
- 2001 — Гарри Поттер и философский камень — Вернон Дурсль (Ричард Гриффитс)[17]
- 2003 — Двойной форсаж — Картер Верон (Коул Хаузер)[18]
- 2003 — Любовь по правилам и без — Гарри Сэнборн (Джек Николсон)[19]
- 2004 — Терминал — Виктор Наворский (Том Хэнкс)[19]
- 2004 — Двенадцать друзей Оушена — Ливингстон Делл (Эдди Джемисон[англ.])[20]
- 2017 — Тёмные времена — Уинстон Черчилль (Гэри Олдмен)[21]

#### Мультфильмы
- 1973 — Робин Гуд — Шериф Ноттингема
- 2001 — Шрек — Шрек, Осёл (вокал)[19][22][23][24][25]
- 2003 — Шрек: Медовый месяц — Шрек
- 2004 — Шрек 2 — Шрек[19][22]
- 2007 — Шрек Мороз, зелёный нос — Шрек[26]
- 2007 — Шрек Третий — Шрек[27]
- 2010 — Шрек навсегда — Шрек[27]
- 2010 — Гадкий я — Мистер Перкинс[28]
- 2013 — Гадкий я 2 — Сайлас Найспопс[28]

### Озвучивание

#### Мультфильмы
- 1997 — Академия собственных ошибок, или Братья Пилоты спасают Россию — второстепенные персонажи
- 1999 — Слондайк 1 — слон-бандит Гарсиа Вега
- 2000 — Звериные войны — жена Эда
- 2002 — Букашки — Инопланетянин
- 2002 — Подкидыш — читает текст / голосовые эффекты
- 2003 — Тихая история — голосовые эффекты
- 2003 — Трикстер — папа Даши (роль Андрея Орла), Троян и другие мужские роли
- 2003 — Дятлоws — Петя Дятлов / телевизор Дятловых / эпизодические персонажи
- 2003 — К югу от севера — голосовые эффекты
- 2004 — 2006 — Микрополис — Предводитель злых токсинов
- 2004 — Незнайка и Баррабасс — Знайка
- 2005 — История любви одной лягушки — крестьянин
- 2005 — Поединок — лось Сохатыч
- 2005 — Шерлок Холмс и доктор Ватсон: Убийство лорда Уотербрука — все мужские персонажи
- 2005 — Эволюция Петра Сенцова — напарник профессора Павлова / директор школы
- 2005 — Морской бой — читает текст
- 2005 — Необыкновенные приключения Карика и Вали — бабушка / фотограф Шмидт / милиционер / текст от автора
- 2006 — Элька — Кай / Макси Маус
- 2006 — Князь Владимир — Хотен / Коснятин
- 2008 — День рождения Алисы — Громозека, Фокусник
- 2008 — Бабка Ёжка и другие — Кащей Бессмертный / Емеля / Соловей-разбойник
- 2008 — Изобретатели — Барон
- 2008 — Про собаку Розку — все роли
- 2010 — Беззаконие — Мигуев
- 2010 — Сын прокурора спасает короля — прокурор Евгений Петрович Иванов
- 2010 — Приключения котёнка и его друзей — щенок Симка
- 2012 — Алиса знает, что делать! — Профессор Селезнёв / Анур / диктатор Дзики / Магусис / Вождь роботов
- 2012 — Шерлок Холмс и чёрные человечки — все мужские персонажи
- 2013 — Ку! Кин-дза-дза — Би / Кыр
- 2013 — Как поймать перо Жар-Птицы — царь Долмат / братья Степан и Ерёма
- 2013 — Белка и Стрелка. Лунные приключения — Кот в Белом Доме
- 2017 — Гурвинек: Волшебная игра — Ворчун
- 2019 — Ограбление по-зверски (1-3 серии) — Муров

#### Телепередачи
- 1995 — телепередача «Куклы» (НТВ) — 24 выпуск: «На дне» — Иван Рыбкин
- сентябрь 1996 — август 1999 — телепередача «Лукоморье» (РТР, Культура) — Леший, Кащей и другие
- сентябрь 1997 — сентябрь 1998 — анимационно-информационная программа «Вовремя» (РТР) — разные персонажи
- октябрь 1997 — анимационно-информационная программа «Финиш-бар» (РТР) — дядя Миша (бармен)
- январь 1999 — новогодний мюзикл «На Титанике» (РТР) — капитан корабля
- июль 2000 — апрель 2003 — телепередача «Тушите свет!» (НТВ, ТНТ, ТВ-6, ТВС) — Хрюн Моржов[29], Филипп Шариков, Генка и другие[3]
- декабрь 2001 — телепередача «Десять лет, которые потрясли нас» (ТВ-6) — Хрюн Моржов, Филипп Шариков и многие политические деятели
- ноябрь 2002 — май 2003 — телепередача «Кремлёвский концерт» (ТВС) — половина ролей[30]
- сентябрь 2003 — июль 2004 — телепередача «Красная стрела» (НТВ) — Хрюн Моржов[31]
- 2004—2005 — рубрика «Это правильно» в программе «Утро на НТВ» — половина ролей[32]
- 2006 — телепередача «Моя хата с краю» («Интер») — Хрюн Моржов

#### Документальные фильмы
- 2000 — «Тайна особого архива»
- 2004 — «Playboy. История свободы» (Первый канал)

#### Аудиокниги
- 2005 (октябрь) — Шлем ужаса (аудио-версия книги Виктора Пелевина) — Nutscracker

#### Компьютерные игры
- 2003 — «Ну, Погоди! Выпуск 3. Песня для зайца» — Волк
- 2004 — «Братья Пилоты: Обратная сторона Земли» — все персонажи
- 2004 — «Братья Пилоты. Олимпиада» — Шеф, Коллега, Карбофос
- 2004 — «Братья Пилоты 3D: Дело об огородных вредителях» — Шеф, Коллега
- 2005 — «Братья Пилоты 3D-2: Тайны клуба собаководов» — Шеф, Коллега
- 2006 — «Братья Пилоты: Загадка атлантической сельди» — все персонажи
- 2007 — «Братья Пилоты. Догонялки» — Шеф, Коллега